# Ascenseur incliné de la Font d'En Fargues
L'ascenseur incliné de la Font d'En Fargues ou ascenseur incliné de la Davallada de Gallecs (en catalan : ascensor inclinat de la Font d'En Fargues) est un ascenseur incliné situé dans le district de Horta-Guinardó, à Barcelone, dans la comarque du Barcelonès, dans la province de Barcelone, en Catalogne. Cet ascenseur incliné a été inauguré le 18 mars 2019.
Cet ascenseur relie les rues du Trèvol et Alt de Pedrell.

## Caractéristiques techniques
La ligne fait 67,64 m de longueur pour un dénivelé de 26,7 m avec une pente maximale de 43 % et il possède trois stations. La ligne est à voie unique, elle possède un seul ascenseur de 2,4 m sur 1,6 m à traction électrique avec une capacité de 25 personnes debout. L'ascenseur peut aller jusqu'à une vitesse de 1 m/s et est tracté par 8 câbles. Le poids maximum est de 1 875 kg. L'ouverture des portes est automatique et les commandes sont gérées par les utilisateurs. Il est ouvert chaque de jour de 7 à 23 heures et son accès est interdit aux chiens, aux vélos et aux cyclomoteurs. Il dispose d'un arrêt intermédiaire pour donner un accès futur à la parcelle adjacente. Le trajet dure 80 secondes et cet ascenseur a été construit par ThyssenKrupp Elevator.

## Histoire
L'ascenseur a coûté 1,63 million d'euros et sa construction a débuté en septembre 2017,.
En plus de la construction de cet ascenseur, toute la rue a été réaménagée, de nouveaux escaliers étant construits parallèlement à l'ascenseur, leurs espaces d'accès ont été améliorés, les réseaux d'assainissement ont été rénovés, de nouveaux éclairages ont été installés les services de transport urbains ont également été améliorés.